# Petermänken-Verlag
Der Petermänken-Verlag war ein Verlag, der von 1947 bis 1964 in Schwerin seinen Sitz hatte. Der Schwerpunkt des Verlagsprogrammes lag auf Belletristik und heimatkundlichen Werken unterschiedlichen Genres.

## Geschichte
Am 24. Februar 1947 hatte der Mecklenburgische Heimatverlag auf Initiative von Willi Bredel von der Sowjetischen Militäradministration (SMAD) als einer von fünf Verlagen in Mecklenburg-Vorpommern eine Lizenz erhalten. Die vom Leiter der Propagandaverwaltung der SMAD in Berlin-Karlshorst, Sergei Iwanowitsch Tjulpanow, unterschriebene Lizenzurkunde war auf Willi Bredel, Landesleiter des mecklenburgischen Kulturbundes, den Grafiker Herbert Bartholomäus sowie den Journalisten Otto Oehmcke ausgestellt. Die drei Lizenzträger, zu denen als vierter Gesellschafter Karl Kleinschmidt, Schweriner Domprediger und Mitglied der Landesleitung des Kulturbundes, hinzukam, gründeten am 18. Juni 1947 die Firma Mecklenburgischer Heimatverlag GmbH. Zum Geschäftsführer und Verleger wurde der aus dem Verlagsgeschäft kommende Ernst Wähmann (1904–1987) bestellt. Aus Verwechselungsgründen mit weiteren Verlagen ähnlichen Namens wurde der Verlag 1948 nach dem Schweriner Poltergeist in „Petermänken-Verlag“ umbenannt.
Das gesamte Buchprogramm umfasste Gegenwarts- und Erbeliteratur, Kinder- und Jugendliteratur, vereinzelt niederdeutsche Literatur sowie regionalhistorische Buchreihen. In der Verlegung belletristischer Werke war der Verlag stets in Konkurrenz zum ökonomisch stärkeren Rostocker Hinstorff Verlag. Dessen Verleger Peter E. Erichson konnte auf eine lange verlegerische Tradition zurückblicken und hatte u. a. mit dem niederdeutschen Dichter Fritz Reuter seit 1859 einen wichtigen Autor in seinem Programm. Absprachen zur Ausgestaltung unterschiedlicher Schwerpunkte der Verlagsprogramme blieben ohne Wirkung. Zwei norddeutsche Verlage mit den gleichen Editionsgebieten konnten auf Dauer nicht bestehen. Das Amt für Literatur und Verlagswesen drängte bereits 1951 bei der Neulizensierung auf eine Fusion beider Verlage, was von Willi Bredel in einer schriftlichen Stellungnahme abgelehnt wurde.
1955 schlug das Amt die Zusammenlegung beider Verlage zu einem „Heimatverlag für den Norden“ vor, spezialisiert auf die Herausgabe von Heimatliteratur. Auch dieser Plan wurde zunächst nicht verwirklicht, wurde aber wieder aktuell, als Peter E. Erichson 1959 seinen Privatverlag in Volkseigentum überführen ließ und den Buchhändler Konrad Reich zu seinem Nachfolger bestimmte. Da Hinstorff jetzt zum volkseigenen Sektor gehörte, hatte er als verstaatlichter Verlag Vorrang und Petermänken unter diesem Aspekt keine Überlebenschancen. Es ging auch nicht mehr um die Zusammenlegung beider Verlage, sondern die Angliederung des Petermänken- an den VEB Hinstorff Verlag, wobei Einigkeit darüber bestand: „Beide Verlage mit einer fast gleichen Aufgabenstellung weiter bestehen zu lassen, ist volkswirtschaftlich nicht tragbar.“ Ein weiterer Aspekt zur Zusammenlegung der Verlage war – es passte nicht in die Zeit, dass Willi Bredel als hochrangiger Funktionär der SED Inhaber eines privaten Verlages war.
1964 legte die Hauptverwaltung Verlage und Buchhandel den Eröffnungstermin der Liquidation auf den 31. Juli 1964 fest. Die Abwicklung des Schweriner Verlages vollzogen Ernst Wähmann und Konrad Reich, der neue Verlagsleiter des VEB Hinstorff Verlags. Hinstorff übernahm die „Verlagsvorhaben und die Verlagsaufgaben“ von Petermänken und führte sie weiter. Die letzten Werke des Verlages erschienen Anfang 1965 und am 30. September 1965 war die Liquidation vollzogen.

## Verlagsprogramm
Anfangs gab der Verlag Zeitschriften heraus, so etwa die Demokratische Erneuerung, das Mitteilungsblatt des Kulturbundes und die von Willi Bredel gegründete und geleitete literarische Monatsschrift Heute und Morgen (1947–1954). Eine der ersten Buchveröffentlichungen war die 1948 herausgegebene Novelle Das Vermächtnis des Frontsoldaten von Willi Bredel, der in den folgenden Jahren weitere seiner Werke folgten. Dabei wurde der Störtebeker-Roman Die Vitalienbrüder mit insgesamt zwölf Auflagen von 1950 bis 1964 der erfolgreichste Buchtitel des Verlages.
Weitere, das Profil des Verlages bestimmende Autoren waren etwa:
- Ann-Charlott Settgast, Jugendbuchautorin, mit ihren Erzählungen um die historischen Persönlichkeiten Johannes Gutenberg, Hans Sachs und Johannes Kepler.
- Hans Schönrock, dessen Indianergeschichte Mein Freund Chinino von 1955 bis 1964 in elf Auflagen herausgegeben wurde.
- Alfred Buckowitz, von dem die Erzählbände Tiere und ich von 1952 bis 1963 in neun und Überraschungen mit Tieren von 1956 bis 1964 in acht Auflagen veröffentlicht wurden.
- Benno Voelkner, dessen historischer Roman Jacob Ow von 1951 bis 1956 vier Auflagen erlebte.[1]
- Weitere Autoren waren etwa Walther Victor, Käthe Miethe, Herbert Kasten und Hanna-Heide Kraze.[1]

Im „Erbeprogramm“ des Verlags fanden sich die Namen bedeutender Autoren der Weltliteratur und der deutschen Literatur, so zum Beispiel Guy de Maupassant, Lew Tolstoi, William Makepeace Thackeray, Theodor Fontane und Bettina von Arnim.
Ein weiterer wichtiger Teil des Verlages waren die regionalhistorischen Buchreihen:
- Die Veröffentlichungen des Mecklenburgischen Landeshauptarchives
- Die Greifswald-Stralsunder Jahrbücher, herausgegeben vom Kulturhistorischen Museum Stralsund und vom Stadtarchiv Stralsund
- Die Reihe Vor- und frühgeschichtliche Denkmäler und Funde im Gebiet der Deutschen Demokratischen Republik, herausgegeben von der Deutschen Akademie der Wissenschaften zu Berlin und dem Museum für Ur- und Frühgeschichte Schwerin,[1] Autor u. a. Adolf Hollnagel

Zudem erschienen Bildbände und Kalender, wobei sich der von 1953 bis 1977 erschienene Bildkalender Land am Meer – vom Schweriner Schriftsteller und Lektor Hermann Glander jährlich in einer Auflage von 30.000 Stück herausgegeben – über die Grenzen der DDR hinaus gut verkaufte.